# Syrichthodontus spurius
Syrichthodontus spurius är en skalbaggsart som beskrevs av Hermann Burmeister 1847. Syrichthodontus spurius ingår i släktet Syrichthodontus och familjen Dynastidae. Inga underarter finns listade i Catalogue of Life.